# Reach the Beach
Reach the Beach è il secondo album in studio dei Fixx, uscito nel 1983 per la MCA Records.

## Accoglienza
Considerato dalla critica musicale il lavoro migliore della band, sul portale Allmusic viene recensito come «accessibile (...) orecchiabile (...) prodotto in maniera impeccabile».

## Tracce
1. One Thing Leads to Another
2. The Sign of Fire
3. Running
4. Saved by Zero
5. Opinions
6. Reach the Beach
7. Changing
8. Liner
9. Privilege
10. Outside

## Formazione
- Cy Curnin – voce
- Rupert Greenall – tastiere
- Jamie West-Oram – chitarra elettrica
- Adam Woods – batteria, percussioni
- Alfie Agius, Dan Brown - basso elettrico

## Successo commerciale
L'album entrò nella classifica Billboard 200 il 28 maggio 1983. La massima posizione raggiunta è stata l'ottava (15 ottobre 1983).
Essendo state vendute, negli USA, più di un milione di copie, Reach the Beach è stato certificato disco platino.